# Плоскохвостые мадагаскарские гекконы
Плоскохвостые мадагаскарские гекконы, или листохвостые мадагаскарские гекконы (лат. Uroplatus) — род ящериц из семейства гекконов.

## Ареал
Ареалом плоскохвостых гекконов, разделяемых на 12—14 видов, является Мадагаскар и прилегающие к нему мелкие острова.. Живут на деревьях. Некоторые виды могут обитать в среднегорье, где зимой температура может опускаться до +5 °С.

## Описание
Плоскохвостые гекконы длиной от 8 (Uroplatus ebenaui) до 30 см (Uroplatus giganteus) с плоским телом, обычно коричневым с зелёными пятнами. Ведут ночной образ жизни. Особи обладают отличной способностью мимикрировать с мхами и лишайниками и древесными стволами.
Основа питания — насекомые. После брачного сезона самка откладывает 2—4 яйца.

## Разведение
Плоскохвостые гекконы популярны среди террариумистов во всём мире.

## Виды
Плоскохвостых мадагаскарских гекконов насчитывают 21 вид:
- Uroplatus alluaudi
- Uroplatus ebenaui
- Uroplatus fangorn
- Uroplatus fetsy
- Uroplatus fiera
- Uroplatus fimbriatus — Мадагаскарский плоскохвостый геккон[1]
- Uroplatus finaritra
- Uroplatus finiavana
- Uroplatus fivehy
- Uroplatus fotsivava
- Uroplatus giganteus
- Uroplatus guentheri
- Uroplatus henkeli
- Uroplatus kelirambo
- Uroplatus lineatus — Линейчатый плоскохвостый геккон[1]
- Uroplatus malahelo
- Uroplatus malama
- Uroplatus phantasticus — Фантастичный плоскохвостый геккон[1]
- Uroplatus pietschmanni
- Uroplatus sameiti
- Uroplatus sikorae

## Галерея

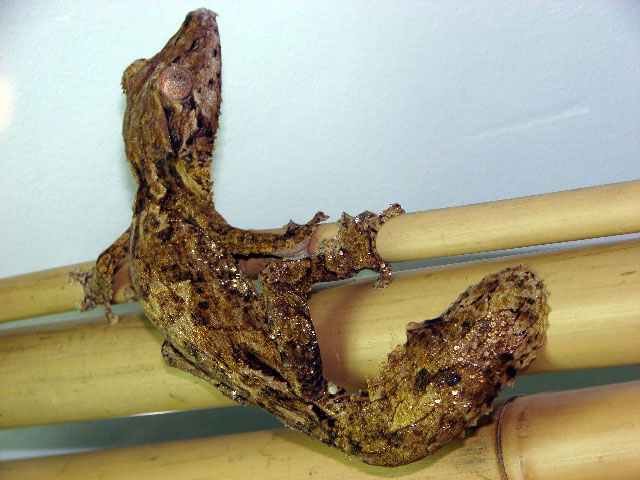
Uroplatus henkeli
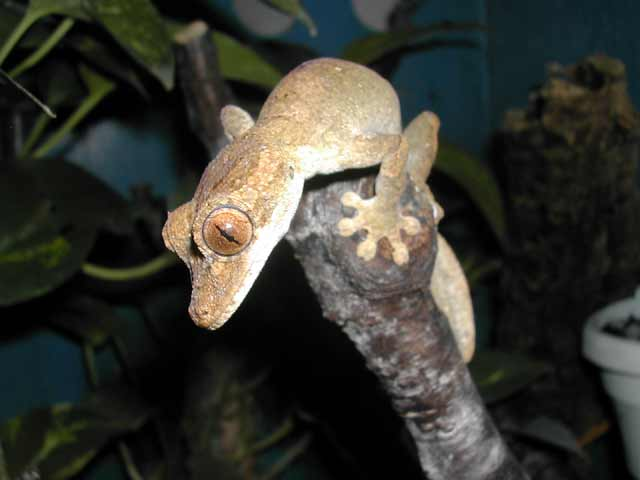
Uroplatus guentheri
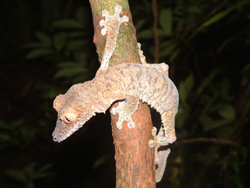
Uroplatus fimbriatus
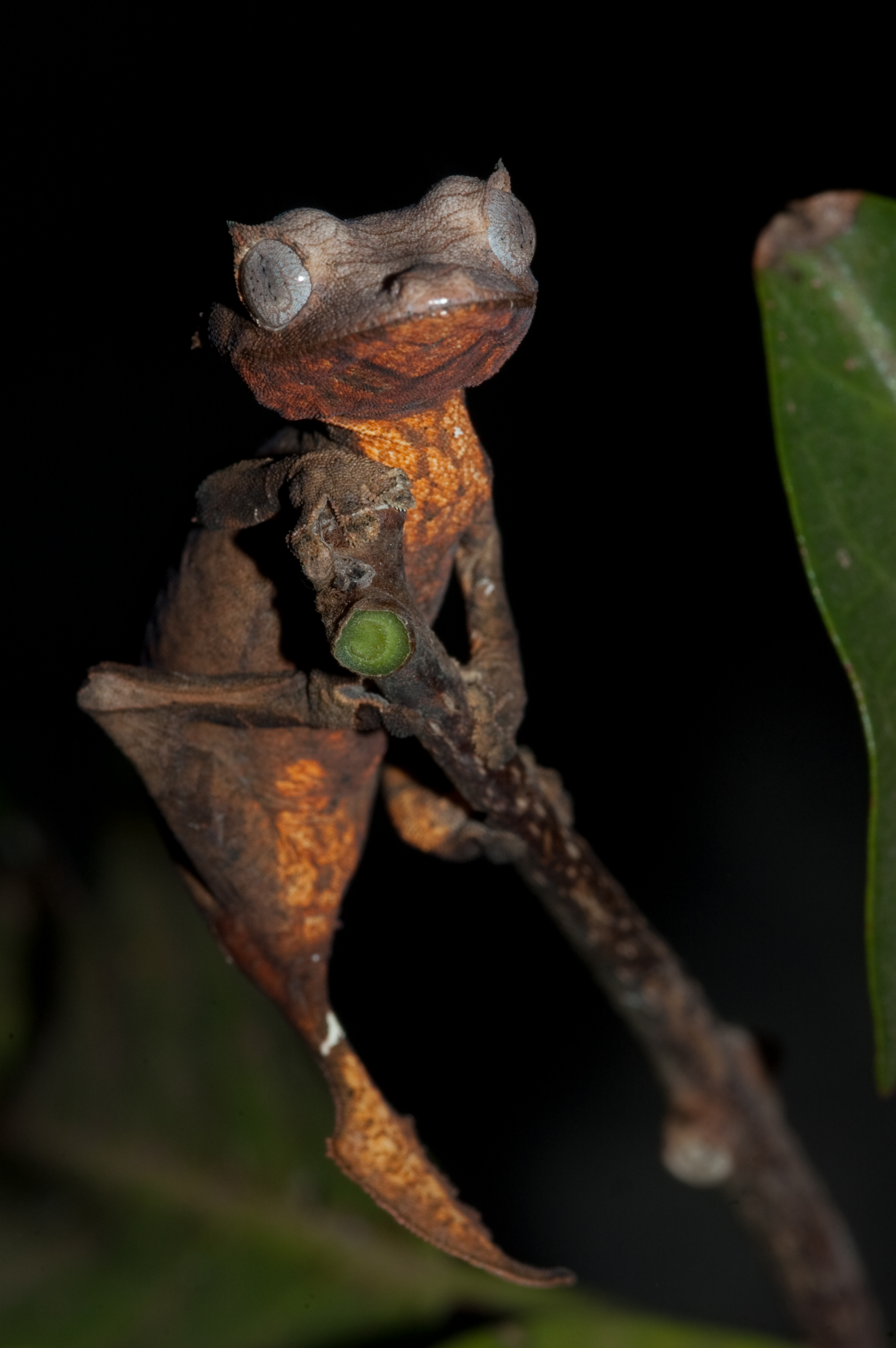
Uroplatus ebenaui